# 4125 Lew Allen
4125 Lew Allen è un asteroide della fascia principale. Scoperto nel 1987, presenta un'orbita caratterizzata da un semiasse maggiore pari a 1,9215327 UA e da un'eccentricità di 0,1179894, inclinata di 20,44331° rispetto all'eclittica.